# چاغلار بیرینجی
چاغلار بیرینجی (انگلیسی: Çağlar Birinci؛ زادهٔ ۲ اکتبر ۱۹۸۵) بازیکن فوتبال اهل ترکیه است.
از باشگاه‌هایی که در آن بازی کرده‌است می‌توان به باشگاه فوتبال گالاتاسرای، باشگاه فوتبال اردواسپور، باشگاه فوتبال ترابزون‌اسپور، باشگاه فوتبال بلدیه‌اسپور آق‌حصار، باشگاه فوتبال دنیزلی اسپور، باشگاه ورزشی استانبول‌اسپور، باشگاه فوتبال الازیغ‌اسپور، و باشگاه فوتبال قیصریه‌اسپور اشاره کرد.
وی همچنین در تیم‌های ملی فوتبال Turkey A2 national football team و ترکیه بازی کرده‌است.